# Justin Christofleau
Etienne-Justin Christofleau, plus connu sous le nom de Justin Christofleau, est un ingénieur et inventeur français né le 26 juin 1865 à Larçay et mort le 6 juillet 1938 à La Queue-les-Yvelines.
Il s'est fait connaitre en France et dans d'autres pays comme expérimentateur et promoteur de certaines méthodes d'électroculture, permettant de produire des fruits et légumes exceptionnellement abondants et/ou de grande taille, sans engrais chimiques ni apport de compost selon ses dires.
Il a déposé plusieurs brevets pour faciliter le travail des boulangers-pâtissiers, divers brevets d'électroculture et d'appareils résultants d'expérimentations plus empiriques que scientifiques.

## Biographie

### Enfance, éducation
Dans sa jeunesse il est boulanger, ce qui explique que plusieurs de ses inventions ont porté sur des machines destinées à faciliter le travail de boulange, et en particulier le pétrissage.

### Christofleau expérimentateur et promoteur de l'électroculture
Inspiré par les travaux de l'abbé Bertholon et de ses successeurs, il se passionne pour l'électroculture, qu'il veut notamment mettre au service du jardinage et de l'agriculture.
Il voulait au moyen de l'"électro-magnétique terro-céleste" augmenter et faciliter les récoltes sans faire appel aux engrais chimiques (nitrates, phosphates, potasse) devenus selon lui inutiles ; il estimait aussi que ses inventions pouvaient contribuer à sauver des plantes et arbres gravement malades. Il a conduit de nombreuses expériences, mis au point et parfois breveté divers matériels d’électroculture en Seine-et-Oise. Ces expériences, réalisées dans son propre jardin parfois baptisé potager électrique, souvent photographié, visité et décrit par des articles de journaux, ont marqué nombre de ses contemporains.
Après qu'il a montré ses résultats en utilisant l'électroculture, Christofleau, qui n'était pas scientifique ni membre de sociétés savantes, est tantôt présenté comme visionnaire, tantôt comme un charlatan. Ainsi dans le compte-rendu de la séance du 26 décembre 1926 de la Société Botanique et d'Études Scientifiques du Limousin, publié par La Revue scientifique du Limousin , on lit (p. 2) « Il est ensuite question de l'électroculture, dont Le Courrier du Centre a récemment entretenu ses lecteurs, M. Bonneaud (directeur de la Station agronomique de Limoges), qui a vu l'appareil de M. Christofleau, émet des doutes sur son efficacité, le principe de cet appareil ne paraissant reposer sur aucune base scientifique ».
Pourtant en 1921, des rapports officiels favorables ont été rendus par M. Sabatié, "chimiste principal à la station agronomique de Metz" et M. Feltz, employé de laboratoire, constatant les bons effets des appareils d'électroculture de Christofleau sur les cultures.
Le 26 avril 1930, il fait constater par huissier de justice la taille et le diamètre de certaines de ses plantes (ex. : poireaux de 18 à 20 cm de diamètres à la base, blé dont les feuilles mesurent jusqu’à 73 cm, chou cœur de bœuf d’un diamètre de plus de 2 m et d’une hauteur de 1,46 m).
Après un temps où ses expérimentations ont pu intéresser les journaux de l'époque, elles semblent avoir été dénigrées par la suite, particulièrement par ses voisins.
Il a été assisté par Léonie-Gabrielle Reboisson, 1894-1994, qui déposera un premier brevet dans les années 1920 puis un second en août 1942, d'un des dispositifs enterrés d'électroculture de Christofleau qu'elle a amélioré.

### Christofleau et les animaux
Un autre aspect, moins connu de sa personnalité est une grande sensibilité aux animaux.
À titre d'exemple, le 1er octobre 1923, dans son prospectus Respect à la vie, il invite les mamans à sensibiliser leurs enfants à l’utilité des insectes, à la souffrance animale, et plus généralement il invite chacun à respecter les animaux. L'auteur y précise qu'il est membre et lauréat de la Société protectrice des animaux, membre et lauréat de la Société pour l’assistance aux animaux.

## Inventions brevetées
Durant une trentaine d'années (entre 1905 et 1939), Christofleau dépose jusqu'à plusieurs brevets par an.
Il se présente souvent d'abord comme un industriel.
Il fonde son entreprise, basée à La Queue-les-Yvelines où il fabrique et met sur le marché des matériels « brevetés SGDG ». 
Il se présente également lui-même comme Membre de la Société des scientifiques et inventeurs de France et Membre Fondateur de la Société nationale d'encouragement à l'Agriculture.
Ayant travaillé comme boulanger dans sa jeunesse, il connait la difficulté du travail de pétrissage pour lequel il  dépose de nombreux brevets dont un  de pétrin mécanique.
Il a fait breveter près de 40 de ses nombreuses inventions :
- un moteur magnétique, caractérisé par deux plateaux rotatifs calés sur un même arbre moteur et disposés de part et d'autre du troisième plateau fixe ; l'un des plateaux rotatifs portant des aimants et l'autre des barres de fer doux[9].
- Foyer à gaz pour fours de boulangerie, avec deux rangées horizontales de brûleurs et deux rangées verticales, avec sur la conduite de gaz un clapet destiné à éviter les retours de flamme[10].
- Perfectionnement aux bannetons de boulangerie, visant à les rendre moins perméable à l’air pour un plus grande stabilité thermique, favorable à une fermentation plus homogène de la pâte[11].
- Réseau thermo-magnétique moto-solaire, pour l'intensification de la production de la terre et la force motrice, pour capter de l'énergie solaire « dans un foyer servant à échauffer l'eau et à la faire circuler par thermo-siphon sous les couches de terre cultivées pour y répandre la chaleur, y favoriser les produits nitreux et augmenter la production, ainsi que l'utilisation de cette circulation d'eau pour faire tourner une roue à auges et constituer une force motrice gratuite. La captation de l'électricité atmosphérique, du magnétisme naturel, au moyen de pointes aimantées placées sur le réseau tubulaire dont la chaleur résultant de la circulation d'eau produite par l'énergie solaire viendra favoriser, concourir, avec l'électricité circulant dans ce réseau à la formation des produits nitreux »[12].
- Moteur atmosphérique électrique (addition au brevet 501.843 demandé le 9 octobre 1918, visant à perfectionner les ailes du moulin, optimiser la génératrice et le gouvernail et la girouette ; grâce à un embrayage, plus le vent est fort, plus le nombre des dynamos (qui n’est pas limité) activée est important[13].
- Chaussure conductrice de l'électricité-naturelle ; visant à faire traverser la chaussure par une ou des tiges métalliques, conductrices de l'électricité, en contact d’une part avec le pied humain et d’autre part avec la terre, permettant la connexion à la terre (passage, échange, combinaison, à travers le corps humain, de l'électricité tellurique de la terre et de l'électricité atmosphérique)[14].
- Moteur atmosphérique puisant son énergie dans le déplacement du vent ; il s’agit d’une sorte d’éolienne reprenant le principe du moulin mais avec un axe horizontal et des pales dits « volets », au nombre de 4 ou plus, s’ouvrant sous la force du vent, disposés en plusieurs étages si on le souhaite, et dont les extrémités peuvent être posées sur une roue tournant sur un rail circulaire si on agrandit les volets pour donner plus de puissance au « moulin »[15].
- Système de moteur aéro-hydraulique, « consistant dans la disposition de bras creux g montés sur un axe rotatif h et sur lesquels sont fixées des sphères i en caoutchouc, gonflées d'air alternativement par l'action d'une pompe f. et dégonflées successivement lorsqu'elles arrivent à la partie supérieure d'un récipient a contenant de l'eau dans laquelle se meuvent les bras porteurs des sphères[16] ».
- Application à la force motrice de la force ascensionnelle de l'air (chauffé par le soleil) dans les cheminées (addition à un précédent brevet de 1920)[17].
- Protecteur électromagnétique pour jeunes plantes (« appareil formant châssis au centre pour activer la germination des graines et entourant la plante d'une nappe d'eau destinée à empêcher les limaces et escargots d'arriver jusqu'à elle et de la manger alors qu'elle est encore très tendre. De plus, par sa composition métallique, cet appareil forme autour de la plante un champ magnétique constitué par l'électricité négative de la terre et l'électricité positive de l'atmosphère, activant la croissance de la plante, sa richesse en qualités nutritives et sa vitesse de maturité) »[18].
- Pétrissage mécanique (addition au brevet 350.331, permettant son adaptation aux pétrins rectangulaires)[19].
- Mélangeur mécanique (pétrin) pouvant conserver le levain[20].
- Appareil de chauffage au gaz pour les fours de boulangerie[21].
- Application à la force motrice de la force ascensionnelle de l'air dans les cheminées (Application to the driving force of the buoyancy of the air in the chimney) visant l'application à la force motrice de la force ascensionnelle de l'air dans les cheminées en le dirigeant d'une façon appropriée soit sur les palettes d'une turbine soit sur des hélices, ou tout autre appareil employant ce mode de propulsion[22].
- Nouvel avion : l’invention vise ici à combiner un plan mobile à l'avant dont l'inclinaison peut être augmentée ou diminuée pour faciliter le décollage et l’atterrissage, ainsi que pour ramener à sa position normale l'avion lorsqu'il pique du nez ou se cabre. Un deuxième plan de forme triangulaire, placé à la suite du premier, mais plus haut, pour reposer sur une couche d'air qui ne soit pas passée sous le premier plan et à laquelle viendra se joindre la couche d'air passée sous le premier plan où elle aura été comprimée par la vitesse ; ceci dans le but d'augmenter la sunmîcie en même temps que la puissance dû la surface portante. Ce plan triangulaire est terminé par un autre plan triangulaire plus petit, faisant aussi surface portante et concourant à la stabilité de l'avion comme le fait la queue de l'oiseau pendant le vol, dont l’avion a un peu la forme. Un dispositif de stabilisateurs automatiques constitué par le réservoir à essence et à huile suspendu sous l'avion et qui, formant pendule, garde toujours la verticale et fait mouvoir deux ailerons se trouvant de chaque côté du plan mobile de l'avion qui ne peut pencher ni d'un côté ni de l'autre, sans être ramené automatiquement à sa position normale par les ailerons. Le réservoir commande également automatiquement un plan de profondeur placé à l'arrière. Deux petits plans munis d'un contre poids, suspendus sous le plan mobile qui se trouve à l'avant et qui sont toujours tenus dans une position horizontale par leur contrepoids, afin que si l'avion tend à glisser sur l'aile, quel que soit le côté où ce glissement puisse se produira, le petit plan se trouvant de ce côté forme un angle avec le plan mobile auquel il est suspendu et s'oppose par là au glissement sur l'aile[23].
- Appareil de chauffage optimisant la récupération des calories pour économiser le combustible (System heater) en combinant d'une grille dans laquelle l’air se réchauffe, avec un dispositif de distribution de l’air chaud[24].
- Moteur atmosphérique électrique (la dénomination de ‘moteur atmosphérique’ désigne ici le moulin à vent où les dispositifs aujourd’hui qualifiés d’éoliennes) ; consistant en une sorte de moulin à vent activant une dynamo pour produire de l’électricité et non plus une simple force motrice ; en cas de vent irrégulier ou trop fort, un régulateur à force centrifuge intervient passivement. La marche arrière est possible[25].
- Appareil (sifflet) avertisseur de la cuisson du pain, réglable, basé sur l’évaporation d’une certaine quantité d’eau jusqu’à un seuil activant le sifflet (via de la vapeur d’eau)[26].
- Pétrin mécanique (1ère version à cuve arrondie, un autre brevet portera sur la mécanisation du pétrissage dans des pétrins rectangulaires)[27].
- Appareil d'électroculture dit « Foyer bio-électro-magnétique », composé de deux parties s’emboitant l’une dans l’autre, et visant à capter les courants telluriques et les ondes électromagnétiques des autres courants de l’atmosphère (généralement de polarité positive) pour les utiliser comme moyen de fertilisation du sous-sol où sont cultivées des plantes ; ces courants y sont drainés par des fils conducteurs. La partie supérieure est un serpentin ayant pour but d’amplifier par sa forme les forces électriques recueillies et de les diriger vers le nord magnétique. Selon l’inventeur, l’appareil doit être enterré, pointe vers le sud, à une profondeur suffisante pour le protéger des instruments aratoires (bêche, soc de charrue), et l’extrémité du serpentin, rattachée à un fil conducteur enterré se dirigeant vers le nord. Ces appareils doivent donc être placés sur la lisière sud de la parcelle « électrocultivée »[28].
- Couveuse-pondoir électromagnétique. Une boite aux parois articulées, « dont les parois intérieures, ainsi que le couvercle, sont munies dans toute leur longueur, de barreaux de fer doux, ou de tout autre métal-propre a capter et à conduire le magnétisme terrestre, pourvu qu'ils soient orientés dans le sens de l'aiguille de la boussole, et destinés a former ensemble un champ magnétique au milieu duquel couveront et pondront les volailles, afin d'augmenter leur force et leur vitalité, ainsi que celle de leurs petits »[29].
- Cloche de culture « électromagnétique », visant à apporter aux plantes poussant sous cloche ou châssis, les forces électriques de l'atmosphère dont elles sont isolées par le verre ou autre matière transparente dont on se sert habituellement pour les recouvrir, soit en employant deux tiges formées de deux métaux différents, l'une terminée en pointe dirigée vers le ciel pour capter l'électricité statique de l'air ambiant, l'autre terminée en pointe tendue vers le sud pour capter le magnétisme terrestre se dirigeant du sud au nord. Ces deux tiges réunies ensuite ensemble près de leur extrémité supérieure, traversent la cloche par deux trous ménagés à cet effet et sont enfoncées dans la terre sous la cloche, de telle façon que le circuit se ferme par la terre et forme pile, et que les racines des plantes se trouvent prises dans ce circuit ; ou encore au moyen d'une tige métallique portant deux branches, l'une dirigée vers le ciel, l'autre vers le sud, et traversant la surface vitrée, cloches, châssis, serres, etc. pour s'enfoncer ensuite dans la terre et apporter aux plantes les forces électriques de l'atmosphère dont elles sont isolées par le verre ou autre matière transparente dont on se-sert habituellement pour les recouvrir[30]. Selon Justin Christofleau, « tous les végétaux quels qu’ils soient, possèdent des feuilles et des rameaux, tous pourvus de dentelures autour des feuilles, ou de petites barbes, qui sont autant de petits capteurs destinés à recevoir sur les antennes dont les a pourvu la nature, les forces d’origine électrique à l’état latent dans l’atmosphère.
- Appareil à produire la buée (vapeur, en grande quantité) pour fours de boulangerie, au moyen d’une lame d’eau mince entre une paroi externe et une paroi interne connectées à un réservoir d’eau[31].
- Appareil électromagnétique terro-céleste (electro-magnetic device terro-celestial), utilisant l’effet de pointe pour capter l’électricité ambiante atmosphérique, et (quand il est bien orienté nord-sud) l’appareil (placé sur un piquet ou en hauteur) a une fonction d’antenne (selon l’auteur, activée par le courant magnétique terrestre qui se dirige toujours du sud au nord), afin de le canaliser, via des conducteurs souterrain orientés du sud au nord. Selon Justin Christofleau, les fils souterrain ainsi alimentés forment dans la terre humide un champ magnétique propre à faciliter la production de produits nitreux qui donnent une plus grande force à la végétation, sans apport d’engrais chimique[32].
- Appareil (addition au brevet 529.202 pour un appareil électromagnétique terro-céleste) visant à amplifier la puissance de l’appareil, dont en y adjoignant de nouvelles sources d’énergie électrique produits par : « la puissance calorifique du soleil, le frottement du vent, la réunion de plaques métalliques mises en contact et appartenant à des métaux différents (alors que la 1ère version de cet appareil ne visait qu’à capter le seul magnétisme terrestre, des courants telluriques) » ; Christofleau affirme pouvoir valoriser l’énergie solaire dans son appareil, en exposant au soleil la soudure de cercles ou de tubulures métalliques formées de deux métaux différents, ainsi que des surfaces métalliques d’épaisseurs inégales[33].
- Appareil d'éclairage électro-magnétique ; un cercle métallique non fermé, chargé au préalable d'électricité négative de la terre, pour attirer à lui une plus grande quantité d'électricité naturelle positive de l'atmosphère et formant ainsi un champ magnétique que l'on place devant un foyer lumineux qui, le traversant, transporte une partie de cette électricité sur tous les points atteints par ce rayonnement afin d'augmenter la vie de tous les organismes vivants placés dans leur champ d’action. Christofleau expliquer ainsi vouloir permettre aux humains dans leurs maisons, ou à des animaux enfermés dans des étables ou poulaillers de bénéficier de conditions électromagnétiques, selon lui plus proches de celles qui existent à l’extérieur, meilleures pour la santé. Il utilise un cercle non fermé « chargé au préalable d'électricité négative de la terre » sans expliquer comment « charger » le dit cercle[34].
- Fertilisateur électro-magnétique : Un nouvel appareil d'électroculture en fonte, en forme d'aimant allongé et pourvu sur sa surface d'ailettes destinées à lui assurer un plus grand contact avec la terre et qui, orientées comme l'appareil dans le sens de l'aiguille de la boussole, sont elles-mêmes parcourues par des courants. Le tout combiné à 3 séries de pointes aplaties ; horizontales (orientées respectivement vers l’ouest et vers l’est) et verticale, pour une plus grande captation des forces électromagnétiques de la nature en vue d'être utilisées pour fertiliser le sol (selon lui, les ailettes pointues horizontales capteront les courants tellurique), alors que la rangée verticale située au dessus de l’appareil captera les « courants verticaux de l’atmosphère » ; ce « fertilisateur » est destiné à être enterré à une profondeur qui le protège des instruments aratoires (charrues y compris) et connecté à un fil conducteur (ex : fer étamé) qui distribue cette « électricité » dans le sous-sol cultivé[35].
- Nouvel appareil d'électroculture ; « capteur souterrain centralisateur de l'électricité naturelle et la distribuant dans des conducteurs souterrains placés dans le sens de l'aiguille de la boussole, pour accroître dans les terrains soumis à leur influence, le développement et les qualités biologiques de la végétation » ; cet appareil vise notamment à remplacer les grands mats antérieurement utilisés, disgracieux, gênant le labour ou pouvant être bousculé par le bétail ajoute l’auteur du brevet[36].
- Nouvel appareil d’électroculture (addition au brevet 764.497, visant à amplifier le précédent appareil par l’ajout d’une plaque de zinc et d’une plaque de cuivre le long de l’appareil, de manière que ces deux plaques, dans le sol humide forment une pile)[37].
- Pile thermo-électro-magnétique, « utilisant pour son fonctionnement les changements de température, et un capteur amplificateur des forces électro-magnétiques de la nature en vue d'augmenter la vitalité de tout organisme vivant que l'on peut placer au centre de l’appareil (…) en forme de cercle non fermé, prêt à recevoir au centre, les organismes vivants dont on désire augmenter la vitalité. »[38].
- Champ magnétique oscillant (cercle métallique non fermé, recouvert de dents à l’extérieur, et de petites aspérités sur une de ses faces. Le cercle est selon l’inventeur, à poser verticalement, ouverture vers le bas et à orienter est-ouest avec la face couverte d’aspérités orientée vers le nord, direction dans laquelle s’exerceront les effets positifs, selon l’inventeur[39].
- Appareil pour capter de l'électricité atmosphérique, « caractérisé en ce qu'il comporte une boîte métallique destinée à être fixée au sommet d'un support et portant une tige métallique disposée verticalement et autour de l'extrémité supérieure de laquelle sont disposées des antennes flexibles dirigées vers le haut, dans le but de capter de l'électricité de l'atmosphère, d'en produire par la vibration des antennes et de l'écouler dans les installations pouvant l'utiliser par un fil conducteur dont est muni l’appareil » ; la boite contient des plaques d’acier aimanté et le dessus de cette boite est une cuvette en zinc au fond de laquelle est fixée une plaque de cuivre. L’eau de pluie et les particules déposées dans la cuvettes assurent la conduction électrique entre ces deux métaux[40].
- Appareil d'électroculture, entièrement souterrain, caractérisé par une pièce métallique en forme de fer â U, portant sur sa partie supérieure une plaque également métallique munie de dents et d'une série de pointes effilées, appareil ayant pour but de capter les courants électriques[41].

L’un de ses brevets a été ensuite « amélioré » par son assistante (Mlle Reboisson) :
- le fertilisateur électromagnétique souterrain ; avec cette fois des ailettes dentées, et des « conducteurs barbelés, c’est à-dire présentant des pointes multiples dont la présence est de nature à favoriser la diffusion de l'énergie recueillie, dans le sol » (plutôt qu’un fil simple), 1942-08-03[42].

Mlle Reboisson a aussi inventée (peut-être en s’inspirant de la « Couveuse-pondoir électromagnétique » de Christofleau), pour conserver des fruits et pour « électrifier » des graines de semences, un Conservateur électro-magnétique-terrestre. Il s’agit d’une caisse dont les parois intérieures, et le couvercle « sont munis dans toute leur longueur, de barreaux de fer doux, ou de tout autre métal propre à capter et à conduire le magnétisme terrestre, les courants telluriques, pourvu qu'ils soient exposés dans le sens de l'aiguille de la boussole ; ainsi qu’un enroulement formant bobine sur chaque barreau et dont les deux extrémités du fil sont reliés aux deux-pôles d’une pile électrique fournie ici à titre d’exemple par-rassemblage de 2 métaux différents, mais qui petit être également n'importe quelle pile formée par les procédés ordinaires et même les pôles d'une dynamo, ceci dans le but d’augmenter dans les barreaux fixés sur les parois intérieures de la caisse, la captation du magnétisme terrestre, et que l’attraction entre eux soit plus grande. Ceci dans le but de former un champ magnétique entre ces barreaux pour conserver les fruits mis dans le champ magnétique formé par cette caisse, et de donner aux graines que cette caisse peut renfermer, la possibilité de se charger d’électricité naturelle, d'acquérir une plus grande vertu germinative, une plus grande vitalité ».

## Publications
- Augmentation des récoltes et sauvetage des arbres malades par l’électroculture, La Queue les Yvelines, Seine-et-Oise, Brevet France, Imprimerie Robert Kahn. Epinal, 1923.
- Augmentation des récoltes et sauvetage des arbres malades par l'électroculture : suppression des nitrates et autres engrais chimiques devenus inutiles par l'électro-magnétique terro-céleste, Eigenverl, 1924.

## Récompenses
- Chevalier de l'ordre du mérite agricole
- Médaille d’or de la Société d’encouragement pour l’industrie nationale

#### Fonds d’archives
- Electroculture : album photographique sur Justin Christofleau, inventeur ; 128J - Fonds Noêl Amaudru, journaliste et polygraphe (1850-1936) ; Archives départementales de la Haute-Saône à Vesoul.
- L’électroculture – Deux centres d’expérience dans les environs de Paris, Compagnie de charbonnages et d’électrocultures de Paris., in Documentation.- Bulletin mensuel de la Société nationale d’encouragement à l’agriculture, Librairie agricole de la Maison… ; Archives départementales de la Haute-Saône, à Vesoul.